# Michal Skulski
Michal Skulski (* 1985 in Zgorzelec) ist ein polnischer Jazzmusiker (Tenor-, Sopran- und Altsaxophon, Komposition).

## Leben und Wirken
Skulski wuchs in einer musikalischen Familie auf; der Saxophonist Tomasz Skulski ist sein älterer Bruder. Er erhielt mit sieben Jahren Klavierunterricht. Sechs Jahre später entdeckte er für sich das Saxophon. 2005 begann er sein Saxophonstudium in Dresden an der Hochschule für Musik Carl Maria von Weber bei Finn Wiesner, Marko Lackner, Friedhelm Schönfeld und Michael Arnold. Dort erhielt er 2010 sein Diplom, nachdem er die Meisterklassen von Finn Wiesner und Till Brönner absolvierte. 
Skulski lebt seitdem in Dresden, wo er in diversen Bands und Orchestern spielte. Mit Musikern wie Andy Timmons, Roby Lakatos, Uschi Brüning,  Finn Wiesner, Stefan Bormann, Joscho Stephan, Johanna Summer, Heiko Jung, Jule Malischke, Felix Lehrmann, Sharrie Williams oder Günter Baby Sommer hat er zusammengearbeitet. Mit seinem Trio Scrootch (mit René Bornstein und Florian Bublys) gewann er 2012 beim Tremplin Jazz Festival in Avignon den ersten Preis sowie den Publikumspreis. Er ist auf Alben von Tom Götze, Triozean, Martin Miller, dem Contrust Jazz Orchestra, Crime Jazz Orchestra und Lars Kutschke zu hören. Mit seinem Bruder arbeitete er im Saxophonquartett Saxess.

## Diskographische Hinweise
- Michal Skulski, Jonas Gerigk, Steffen Roth Landgang (fixcel records 2017)
- Andreas Scotty Böttcher & Michal Skulski Großstadtblues (Bandcamp 2022)